# Boniface N'Dong
Boniface Ndong (Mbour, Senegal, 3 de setembre del 1977), és un exjugador senegalès de basquetbol, nacionalitzat alemany, que jugava a la posició de pivot.

## Trajectòria
Amb 22 anys, Boniface Ndong va decidir començar l'aventura europea. I ho va fer al bell mig d'Europa. Alemanya seria la primera etapa d'una carrera que ha anat de menys a més. Allà, la primera aturada va ser per jugar a les files del Rattlesdorf de la Segona Divisió. El seu bon rendiment li va permetre continuar millorant a les files del TSV Breitengrussbach. La seva progressió anava in crescendo i en la segona temporada (2001/02) el de Mbour va tenir uns registres de 19,2 punts i 13,2 rebots i 2,8 taps per partit.
El Bamberg, li va obrir les portes de la Bundesliga la temporada 2002/03. Però els seus genolls li van jugar una mala passada i va haver de passar per la sala d'operacions al final de temporada i la seva aventura alemanya a la Primera Divisió es va acabar de forma inesperada.
Al país veí, Boniface Ndong va tornar a oferir el millor del seu bàsquet. A les files del Dijon francès, on hi va arribar començada la temporada 2003/04, va deixar molt bon regust de boca en el tram final de la competició, fet que li va valer la continuïtat. Ja en la 2004/05, Ndong va fer un salt de qualitat impressionant. Va acabar amb unes mitjanes de 14,6 punts i 8,4 rebots.
La temporada 2005/06 serà recordada sempre per Boniface Ndong. Després de passar un període de prova a la Lliga d'estiu amb els Denver Nuggets, els Los Angeles Clippers li van oferir un contracte garantit. Malgrat no jugar gaires minuts, l'experiència de jugar en una Lliga com és la nord-americana, en la qual juguen els millors jugadors del món, va ser impagable. Ndong, malgrat tenir ofertes d'Europa, no va poder deixar escapar la possibilitat de travessar l'Atlàntic.
L'Spartak de Sant Petersburg de la Lliga russa va ser el seu següent equip. Aleshores l'últim classificat va contractar-lo per intentar sortir d'una difícil situació. La seva aportació va ser tan important que l'equip va acabar jugant el play-off pel títol de la temporada 2006/07. L'africà va acabar convertint-se en el màxim rebotejador de la competició amb 9,6 punts i va anotar més de 15 punts per partit.
Un cop acabada la Lliga russa, el pivot senegalès va fer les maletes ràpidament cap a Màlaga. Allà l'esperaven per poder disputar la sèrie de play-off contra el TAU. Malgrat disposar de molt poc temps d'adaptació, no va desentonar gens i es va guanyar la continuïtat a pols. En la 2007/08 va tornar a ser important i va tornar a fer un pas endavant quan es va arribar als play-off. Davant el Reial Madrid va fer una sèrie espectacular, amb 16 punts de mitjana als quarts de final. Contra el TAU va tenir un 23 de valoració de mitjana, però no va ser suficient per eliminar el que seria finalment campió.
La temporada 2008/09, també amb l'Unicaja de Màlaga, els seus números van tornar a ser importants. Un registre de 9,6 punts i 4,8 rebots de mitjana en fase regular, mentre que al play-off els seus números van millorar de forma sensible i es van enfilar fins als 13 punts i 7,3 rebots.
La seva bona actuació a Màlaga li va permetre de fitxar pel Regal FC Barcelona el 2009, i s'hi va estar fins a 2012, quan, tot i que el club blaugrana el volia renovar (amb un contracte a la baixa), va acceptar l'oferta (un contracte de més d'un milió d'euros nets) del Galatasaray turc, on hi havia el també exblaugrana Jaka Lakovic.
Després d'una temporada al Galatasaray Ndong anuncia la seva retirada del basquetbol professional.

## Característiques
Ndong aporta qualitat, intimidació, rebot i treball en equip. Aquestes són les característiques del joc d'aquest pivot senegalès que va ser nomenat jugador de la jornada 30 de la Lliga ACB 2008/09.
Boni, com és conegut en el món del bàsquet, és un jugador sacrificat, humil i que aporta molta serenor a tots els qui té al voltant. Aquesta pau que contagia la va aconseguir després d'una etapa de sis anys en un col·legi privat catòlic. Va ser llavors quan es va començar a despertar en el seu interior la possibilitat d'acabar estudiant periodisme. Ndong, però, va acabar decantant-se pel món de la cistella.